# Cykling under sommer-OL 2012 – Enkeltstart kvinder
Kvindernes enkeltstart under sommer-OL 2012 blev afviklet den 1. august. Start og mål var ved Hampton Court Palace i syd-vest London. Løbet var på 29 kilometer. Kristin Armstrong genvandt det olympiske guld.

## Resultater
| Placering | Rytter                  | Tid      |
| --------- | ----------------------- | -------- |
|           | Kristin Armstrong (USA) | 37:34.82 |
|           | Judith Arndt (GER)      | 37:50.29 |
|           | Olga Zabelinskaja (RUS) | 37:57.35 |
| 4         | Linda Villumsen (NZL)   | 37:59.18 |
| 5         | Clara Hughes (CAN)      | 38:28.96 |
| 6         | Emma Pooley (GBR)       | 38:37.70 |
| 7         | Amber Neben (USA)       | 38:45.17 |
| 8         | Ellen van Dijk (NED)    | 38:53.68 |
| 9         | Trixi Worrack (GER)     | 39:20.73 |
| 10        | Lizzie Armitstead (GBR) | 39:26.24 |
| 11        | Pia Sundstedt (FIN)     | 40:01.69 |
| 12        | Tatjana Antosjina (RUS) | 40:12.49 |

| Placering | Rytter                   | Tid      |
| --------- | ------------------------ | -------- |
| 13        | Shara Gillow (AUS)       | 40:25.03 |
| 14        | Emma Johansson (SWE)     | 40:38.56 |
| 15        | Audrey Cordon (FRA)      | 40:40.51 |
| 16        | Marianne Vos (NED)       | 40:40.79 |
| 17        | Emilia Fahlin (SWE)      | 41:15.86 |
| 18        | Clemilda Fernandes (BRA) | 41:25.39 |
| 19        | Denise Ramsden (CAN)     | 41:44.81 |
| 20        | Elena Tchalykh (AZE)     | 41:47.06 |
| 21        | Tatiana Guderzo (ITA)    | 41:48.94 |
| 22        | Noemi Cantele (ITA)      | 41:51.18 |
| 23        | Liesbet De Vocht (BEL)   | 42:08.28 |
| 24        | Ashleigh Moolman (RSA)   | 42:23.57 |

- 1. Kristin Armstrong
- 2. Judith Arndt
- 3. Olga Zabelinskaja